# Liw
Liw is een dorp in de Poolse woiwodschap Mazovië. De plaats maakt deel uit van de gemeente Liw en telt 920 inwoners.